# 1. FC Aschersleben
Der 1. FC Aschersleben war ein deutscher Fußballclub aus Aschersleben im Salzlandkreis. Heimstätte des Clubs aus Sachsen-Anhalt war die Sportanlage Wilslebener Straße, welche 5.000 Zuschauern Platz bietet.

## Stahl/Motor Aschersleben
Der 1. FC Aschersleben wurde am 30. April 1951 unter der Bezeichnung Stahl Aschersleben gegründet. Bereits am 28. Februar 1952 wechselte die BSG den Trägerbetrieb und trat in der Folgezeit als BSG Motor Aschersleben an. Ende der 1950er Jahre begann für Motor Aschersleben auch der sportliche Aufstieg. 1958 gelang erstmals der Aufstieg in die Bezirksliga Halle, aus der Aschersleben zwei Jahre später in die II. DDR-Liga aufstieg.
Die Auftaktsaison in der dritthöchsten Spielklasse der DDR war zugleich auch die erfolgreichste, mit nur vier Punkten Rückstand auf Aufsteiger Motor Dessau belegte Aschersleben den vierten Rang. In der II. DDR-Liga verblieb die BSG bis zu deren Auflösung. In der Folgezeit pendelte Aschersleben bis zur Wende ausnahmslos zwischen Bezirksliga und Bezirksklasse. Zwischen 1965 und 1988 gelang fünfmal der Aufstieg in die Bezirksliga, die man stets postwendend wieder verlassen musste. Erst 1990 gelang erstmals wieder der Klassenerhalt. Gleichzeitig hatte man sich damit für die neue Landesliga im gerade wieder entstandenen Land Sachsen-Anhalt qualifiziert.

## Arminia Aschersleben und 1. FC Aschersleben
1990 vollzog der Verein eine Namensänderung in Arminia Aschersleben, fusionierte aber 1993 mit dem Lokalrivalen Lokomotive Aschersleben zum 1. FC Aschersleben. Der neu gegründete 1. FCA war auf sportlicher Ebene durchaus erfolgreich und fuhr in den Jahren 1994 und 1998 zweimal die Meisterschaft der Fußball-Verbandsliga Sachsen-Anhalt ein. In dem damit verbundenen Aufstieg zur Fußball-Oberliga Nordost wurden dem Club aus Sachsen-Anhalt deutlich die Grenzen aufgezeigt, der FCA stieg jeweils mit dem Halleschen FC sowie der zweiten Vertretung von FC Carl Zeiss Jena postwendend wieder in die Verbandsliga ab. Der Club hielt die Verbandsliga noch bis 2001, versank im Anschluss jedoch recht schnell in lokalen Niederungen. 2006/07 musste die Landesklasse kampflos aufgegeben werden. Nach dem Neubeginn anno 2007 in der Kreisoberliga Salzland wurde der Club 2009 Meister der Kreisoberliga Salzland und stieg nach dem Durchmarsch in der Landesklasse 2010 in die Landesliga Sachsen-Anhalt auf, konnte sich dort aber nur eine Saison lang halten.
Aufgrund der Liquidation des Vereins wurden die Männermannschaften sowie alle Nachwuchsmannschaften nach der Saison 2010/11 aus dem Spielbetrieb abgemeldet.

## Statistik
- Teilnahme II. DDR-Liga: 1960, 1961/62, 1962/63
- Teilnahme Oberliga Nordost: 1994/95, 1998/99

## Personen
- Helmut Stein, 22 A-Länderspiele für die DDR